# Kusapani
Kusapani (nep. कुसापानी) – gaun wikas samiti w zachodniej części Nepalu w strefie Bheri w dystrykcie Dailekh. Według nepalskiego spisu powszechnego z 2011 roku liczył on 968 gospodarstw domowych i 5117 mieszkańców (2523 kobiety i 2594 mężczyzn).